# Willemoesia inornata
Willemoesia inornata е вид десетоного от семейство Polychelidae.

## Разпространение и местообитание
Видът е разпространен в Галапагоски острови, Еквадор, Колумбия, Панама и Чили (Хуан Фернандес).
Среща се на дълбочина от 2418 до 3279 m, при температура на водата около 2 °C и соленост 34,7 ‰.